# Rhipidoglossum obanense
Rhipidoglossum obanense é uma espécie de orquídea, família Orchidaceae, que existe na Nigéria e Camarões. Trata-se de planta epífita, monopodial  com caule que mede pelo menos vinte centímetros de comprimento e tem folhas alternadas ao longo de todo o caule; cujas pequenas flores tem um igualmente pequeno nectário sob o labelo.

## Publicação e sinônimos
- Rhipidoglossum obanense (Rendle) Summerh. in J.Hutchinson & J.M.Dalziel, Fl. W. Trop. Afr. 2: 449 (1936).

Sinônimos homotípicos:
- Angraecum obanense Rendle, Cat. Pl. Oban: 104 (1913).
- Diaphananthe obanensis (Summerh.) Summerh., Kew Bull. 14: 142 (1960).